# Памятник Жертвам 9 января 1905 года
Памятник Жертвам 9 января 1905 года — мемориал в Санкт-Петербурге, установленный в 1931 году на кладбище Памяти жертв 9-го января. Изготовлен по проекту скульптора М. Г. Манизера и архитектора В. А. Витмана. Мемориал посвящён демонстрантам, расстрелянным царскими властями во время Кровавого воскресенья 9 (22) января 1905 года на Дворцовой площади. Он установлен на братской могиле жертв 9 января 1905 года. Монумент и братская могила имеют статус памятника истории федерального значения.

## История
9 (22) января 1905 года в Санкт-Петербурге произошло Кровавое воскресенье — разгон шествия рабочих к Зимнему дворцу, имевшего целью вручить императору Николаю II коллективную Петицию о рабочих нуждах. Разгон шествия, повлёкший гибель нескольких сотен человек, вызвал взрыв возмущения в российском обществе и во всём мире и послужил толчком к началу Первой русской революции. Жертвы Кровавого воскресенья были похоронены в братской могиле на Преображенском кладбище.
После прихода советской власти Преображенское кладбище было переименовано в кладбище Памяти жертв 9-го января. В 1923 году на братской могиле жертв Кровавого воскресенья было решено установить величественный памятник. Его закладка состоялась в 1926 году. Работу над мемориалом поручили скульптору М. Г. Манизеру и архитектору В. А. Витману. Скульптор М. Г. Манизер работал над скульптурой рабочего и горельефом в течение нескольких лет. Для этого он изучал материалы Музея Революции и сделал ряд эскизов. Первоначально он хотел изобразить на горельефе как рабочих, так и расстреливающих их солдат, однако затем отказался от этих планов, чтобы не увековечивать врага. М. Г. Манизер говорил: «Я поставил своей задачей — показать революцию, происшедшую в сознании масс в течение одного этого дня, с утра до вечера. От просьб, на которые самодержавие ответило пулями, народ пришел к сознанию необходимости вооружённого восстания».
Бронзовая скульптура рабочего была отлита в литейной мастерской Академии художеств, а горельеф — в мастерской Комбината наглядной агитации и пропаганды. Для постамента был использован гранит, который по дореволюционным планам предназначался для строительства кладбищенской церкви. В 1929 году останки погибших были перенесены в склепы в основании монумента. Торжественное открытие мемориала состоялось 22 января 1931 года в годовщину Кровавого воскресенья.

## Описание
На высоком четырёхгранном постаменте установлена скульптура рабочего. Его правая рука энергично поднята вверх, в левой руке — урна с прахом погибших. У ног рабочего молот с наковальней и разбитые оковы. В этой работе скульптор стремился передать скорбь по погибшим и призыв к восстанию.
Гранитное основание памятника предполагалось использовать в качестве трибуны для траурных митингов. На лицевой его стороне горельеф со сценой расстрела демонстрации. На нём чуть больше десяти фигур. Скульптор стремился передать самые разные чувства и эмоции демонстрантов: боль, недоумение, испуг, гнев и ненависть. Впереди изображён упавший старик с петицией в руках, за ним — рабочий, мужественно готовый принять смерть, позади — женщина, закрывающая от пуль своего ребёнка.
На высоком пьедестале высечена надпись «Памяти жертв 9-го января 1905 года». На гранитном основании две надписи: «Тысячи убитых и раненых — таковы итоги кровавого воскресенья 9-го января в Петербурге. Немедленное низвержение правительства — вот лозунг, которым ответили на бойню 9-го января… петербургские рабочие. Ленин» и «Без генеральной репетиции 1905 года победа Октябрьской революции 1917 года была бы невозможна. Ленин».
Общая высота монумента составляет 17,8 м, высота скульптуры — 7 м.